# Хасуртайское сельское поселение
Се́льское поселе́ние «Хасуртайское» (бур. Хасууртын hомон) — муниципальное образование в Хоринском районе Бурятии Российской Федерации.
Административный центр — село Хасурта.

## История
Статус и границы сельского поселения установлены Законом Республики Бурятия от 31 декабря 2004 года № 985-III «Об установлении границ, образовании и наделении статусом муниципальных образований в Республике Бурятия»

## Население
| 2002 | 2011 | 2012 | 2013 | 2014 | 2015 | 2016 |
| ---- | ---- | ---- | ---- | ---- | ---- | ---- |
| 744  | ↘647 | ↘613 | ↘591 | ↘570 | ↘553 | ↘545 |
| 2017 | 2018 | 2019 | 2020 | 2021 | 2023 | 2024 |
| →545 | ↘532 | ↘527 | ↘509 | ↘468 | ↘446 | ↗450 |

## Состав сельского поселения
| № | Населённый пункт | Тип населённого пункта       | Население |
| - | ---------------- | ---------------------------- | --------- |
| 1 | Хасурта          | село, административный центр | ↗450      |